# Серобаба, Владимир Яковлевич
Владимир Яковлевич Серобаба (21 января 1924, Черкасское, Донецкая губерния — 1 декабря 2001, Киев) — депутат Верховного Совета УССР 7—11-го созывов. Член Ревизионной комиссии КПУ (1966—1971). Кандидат в члены ЦК КПУ (1971—1976). Член ЦК КПУ (1976—1990).

## Биография
В ноябре 1941 — 1948 году — в Красной армии: заместитель командира 1-й стрелковой роты по политической части 1175-го стрелкового полка 347-й стрелковой дивизии; комсомольский организатор 184-го гвардейского артиллерийско-миномётного полка 5-го Донского казачьего корпуса. Участник Великой Отечественной войны.
Член ВКП(б) с 1943 года.
С 1948 года — на журналистской работе в Сталинской области: корреспондент РАТАУ в городе Жданове, заместитель редактора газеты «Радянська Донеччина».
Окончил Сталинский государственный педагогический институт.
В 1958—1965 годах — редактор газеты «Радянська Донеччина». Был первым председателем бюро Донецкой областной журналистской организации.
В 1965—1966 годах — заместитель редактора газеты ЦК КПУ «Советская Украина».
В 1966—1975 годах — ответственный редактор газеты ЦК КПУ «Правда Украины».
В 1969—1987 годах — председатель правления Союза журналистов Украины (до избрания на руководящую должность был секретарём СЖУ).
Оформил замысел Гиталова в «Думу о хлебе».
В 1975—1988 годах — ответственный редактор газеты ЦК КПУ «Советская Украина».
Потом — на пенсии в Киеве. Входил в состав совета Организации ветеранов Украины.
Похоронен в Киеве на Байковом кладбище.

## Награды
- орден Отечественной войны 1-й степени (1985);
- орден Отечественной войны 2-й степени (1945);
- орден Красной Звезды (1942);
- орден Дружбы народов (22.11.1984);
- медали;
- Заслуженный работник культуры Украинской ССР;
- Заслуженный журналист Украинской ССР.